# S-70 Ochotnik
S-70 (ros. С-70 «Охотник») – prototypowy, rosyjski, ciężki, uderzeniowy samolot bezzałogowy (ang. unmanned combat aerial vehicle – UCAV) wybudowany w ramach programu Ochotnik (pol. myśliwy) przez wytwórnię Suchoj. Konstrukcja samolotu wykorzystuje technologię stealth.

## Historia
Pierwsze informacje o pracach nad nowym bezzałogowym statkiem powietrznym zostały podane do wiadomości publicznej w 2009 roku. W maju 2011 roku Ministerstwo Obrony Federacji Rosyjskiej ogłosiło informację o podpisaniu z wytwórnią Suchoj umowy na prowadzenie prac badawczych nad nowym bezzałogowym statkiem powietrznym. 14 października Ministerstwo Obrony Federacji Rosyjskiej złożyło w wytwórni Suchoj zamówienie na zaprojektowanie demonstratora uderzeniowo-rozpoznawczego systemu bezzałogowego Ochotnik (Udarno-Razwiedywatielnyj Bespiłotnyi Kompleks Ochotnik), oznaczonego jako S-70. Przystępując do prac projektowych demonstratora, Suchoj wykorzystał w jego konstrukcji elementy samolotu Su-57, również zaprojektowanego w Suchoju. Wśród nich znajduje się ten sam co w samolocie myśliwskim silnik AL-41F1. Wstępne wyniki prac nad nowym projektem ujawniono w 2014 roku. Głównym konstruktorem jest Siergiej Bibikow (ros. Сергей Бибиков). 
W ramach badań do testów przystosowano trzeci prototyp Su-57, T-50-3. Badano na nim między innymi systemy autonomicznej nawigacji, automatycznego startu i lądowania. Za odbywającą się w latach 2016–2017 budowę prototypu odpowiadały Nowosybirskie Zjednoczenie Przemysłu Lotniczego. Pierwsze zdjęcia nowej maszyny pojawiły się w rosyjskiej prasie w 2017 roku. Zdjęcia ukończonego prototypu ukazały się po raz pierwszy pod koniec stycznia 2019 roku. S-70 sfotografowany został na przyzakładowym lotnisku w Nowosybirsku, gdzie przechodził próbne rozpędzanie na pasie startowym. 29 stycznia 2019 roku maszyna została przewieziona na pokładzie transportowego An-124 do 929 Państwowego Ośrodka Lotniczo-Doświadczalnego im. Czkałowa w Achtubinsku. Tam 3 sierpnia 2019 roku dokonano oblotu nowego samolotu. Start nastąpił o godzinie 12:20 czasu moskiewskiego. S-70 wzniósł się na wysokość 600 metrów i po 20-minutowym locie bezpiecznie wylądował. 
Wytwórnia zaprojektowała samolot w układzie latającego skrzydła. Misje uderzeniowe mają być realizowane dzięki znajdującemu się na pokładzie uzbrojeniu. Będzie ono przenoszone w dwóch wewnętrznych komorach o długości 4,5 m i szerokości 1 m. S-70 ma być zdolny do przenoszeni uzbrojenia dedykowanemu w pierwszej kolejności Su-57, wśród nich mogą się znaleźć cztery przeciwradiolokacyjne pociski Ch-58USzK, cztery bomby KAB-250 lub KAB-500M, cztery pociski powietrze-ziemia Ch-38M. Ponadto przewiduje się, że S-70 będzie mógł przenosić pocisk Ch-35 Uran przeznaczony do atakowania celów nawodnych oraz pocisk hiperdźwiękowy Ch-47M2 Kindżał. Dzięki zastosowaniu silnika AL-41F1 posiadającego dopalacz samolot ma być zdolny do lotu z prędkością ponaddźwiękową w locie na małej wysokości. Jest to wyjątkowa cecha, jako że podobne konstrukcje innych, zagranicznych producentów zwykle nie są zdolne do osiągania takiej prędkości. S-70 będzie prawdopodobnie mógł przekroczyć prędkość dźwięku w trakcie pokonywania pasa obrony przeciwlotniczej przeciwnika, a i to pewnie przez krótki okres. W ogólnej koncepcji użycia zakłada się, że S-70 utorują drogę bombowcom strategicznym, takim jak Tu-160 lub Tu-22M.
Zdaniem niektórych analityków, S-70 ma umożliwić Rosji nawiązanie rywalizacji ze Stanami Zjednoczonymi Ameryki w dziedzinie budowy bezzałogowych systemów uderzeniowych. S-70 ma być zdolny do realizacji zadań w ścisłej współpracy z Su-57. Idea takiego współdziałania, określana mianem lojalnego skrzydłowego (ang. loyal wingman), testowana jest przez amerykańskie samoloty Kratos XQ-58 Valkyrie i Boeing Airpower Teaming System. Przeprowadzono próbne loty w formacji S-70 i Su-57. Docelowo samolotem współpracującym z S-70 ma być dwumiejscowa wersja Su-57, która będzie zdolna do kontroli czterech bezzałogowych maszyn.
Publiczna prezentacja miała miejsce podczas Międzynarodowego Salonu Lotniczo-Kosmicznego MAKS-2019 w Żukowskim, kiedy to Władimir Putin prezentował nową wersję S-70 z płaską dyszą prezydentowi Turcji Erdoğanowi. 
12 lutego 2021 roku rosyjska prasa poinformowała, iż w Nowosybirskich Zakładach Lotniczych im. Czkałowa trwa budowa kolejnych trzech maszyn prototypowych, które mają dołączyć do prób aparatu. Zebrane do tej pory doświadczenia, z eksploatacji pierwszego prototypu, zaowocowały wprowadzeniem zmian w konstrukcji drugiego samolotu oraz jego wyposażenia radioelektronicznego. Trzeci i czwarty egzemplarz budowany jest w docelowej konfiguracji seryjnej. W styczniu 2021 roku potwierdzono, iż S-70 wziął udział w próbach poligonowych, w trakcie których zbombardował cele naziemne niekierowanymi bombami swobodnie spadającymi o masie 500 kg, które przenoszone były w wewnętrznych komorach uzbrojenia aparatu. 5 sierpnia 2021 roku samolot został zaprezentowany ministrowi obrony Siergiejowi Szojgu. 
Drugi ukończony prototyp został oficjalnie i uroczyście wytoczony (rollout) z wytwórni Nowosybirskich Zakładach Lotniczych im. Czkałowa 14 grudnia 2021 roku. W uroczystości wziął udział wiceminister obrony Federacji Rosyjskiej Aleksiej Kriworuczko. Od swojego poprzednika, drugi prototyp różni się między innymi wyraźnie spłaszczoną dyszą wylotową silnika. Wykonano ją z tytanu w technologii druku 3D. Płatowiec pozbawiony jest również zewnętrznych sond, wlotów powietrza do chłodzenia wewnętrznych instalacji oraz owiewek okrywających wewnętrzne systemy. Maszyna ma być również sterowana z nowej stacji kontroli naziemnej.
Główny zakres prób w locie był planowany na lata 2023–2024, w tym w wersji uderzeniowej z różnymi rodzajami uzbrojenia.

## Służba
Według pierwszych, niepotwierdzonych doniesień, konstrukcja była testowana w prawdziwych warunkach bojowych, podczas rosyjskiej inwazji na Ukrainę. Informacje te uwiarygodnione zostały zidentyfikowaniem samolotu w locie rozpoznawczym/bojowym nad Ukrainą w lipcu 2023 roku. 5 października 2024 roku S-70 został zestrzelony kierowanym pociskiem rakietowym powietrze-powietrze, wystrzelonym najprawdopodobniej przez rosyjski myśliwiec. Szczątki aparaty spadły w okolicach Konstantynówki na Ukrainie, kontrolowanej przez ukraińskie siły. Analiza przechwyconego wraku sugeruje, iż zestrzelony został czwarty prototyp S-70-4. Konstrukcyjnie maszyna odpowiada konfiguracji samolotów seryjnych. Na pokładzie znajdowały się dwie bomby szybujące UMPB D-30SN. S-70 został prawdopodobnie zestrzelony przez towarzyszącego mu Su-57. Według niepotwierdzonych doniesień, utracono kontrolę nad aparatem i towarzyszący Su-57 otrzymał rozkaz zniszczenia S-70. Wtargnięciu tandemu samolotów zbudowanych w oparciu o technologię stealth w Ukraińską przestrzeń powietrzną, nie towarzyszyła reakcja ze strony ukraińskiej obrony przeciwlotniczej. Stawia to pod znakiem zapytania możliwości Ukrainy w zwalczaniu tego typu środków napadu powietrznego.

## Konstrukcja
Bezzałogowy statek powietrzny zbudowany w układzie latającego skrzydła z wykorzystaniem materiałów kompozytowych. Podwozie trójpunktowe z podwójnym kółkiem przednim, chowane w locie. Napęd stanowi silnik turbowentylatorowy AL-41F1, który w przypadku awarii bądź uszkodzenia przełącza się na niskie obroty, co daje czas na dotarcie do celu.